# Pimbo
Pimbo je naselje in občina v francoskem departmaju Landes regije Akvitanije. Naselje je leta 2009 imelo 185 prebivalcev.

## Geografija
Kraj leži v pokrajini Gaskonji ob reki Bas, 43 km jugovzhodno od Mont-de-Marsana in 37 km severno od Pauja.

## Uprava
Občina Pimbo skupaj s sosednjimi občinami Arboucave, Bats, Castelnau-Tursan, Clèdes, Geaune, Lacajunte, Lauret, Mauries, Miramont-Sensacq, Payros-Cazautets, Pécorade, Philondenx, Puyol-Cazalet, Samadet, Sorbets in Urgons sestavlja kanton Geaune s sedežem v Geaunu. Kanton je sestavni del okrožja Mont-de-Marsan.

## Zgodovina
Na ozemlju občine je bila leta 778 ob vrnitvi Karla Velikega iz Iberskega polotoka ustanovljena opatija, uničena med verskimi vojnami leta 1569. Naselbina je ena najstarejših krajev z obzidjem v pokrajini Landes, ustanovljena kot srednjeveška bastida 1268 pod senešalom Thomasom d'Yperagueom in Plantageneti.

## Zanimivosti
Pimbo se nahaja ob romarski poti v Santiago de Compostelo, Via Podiensis.
- kolegial sv. Jerneja;

## Pobratena mesta
- Neuweg (Saint-Louis) (Haut-Rhin, Alzacija);